# Волотова (Гомель)
Микрорайон «Волотова» — административно-территориальная единица Железнодорожного района Гомеля. Располагается на северо-востоке, граничит с микрорайонами «Клёнковский» и «Мельников Луг». Главными улицами являются ул. Огоренко, Свиридова, Петруся Бровки и ул. Олимпийская.

## Административное устройство
1 августа 1974 года деревня Волотова Поколюбичского сельсовета Гомельского района включена в городскую черту города Гомеля.

## Городской транспорт

### Городские автобусы
33, 34, 20, 17, 18, 7, 7а.

### Городские троллейбусы
15, 16, 21, 24.

## История
Проект застройки жилого района «Волотова» был разработан ещё в начале 1970-х. Он сразу получил статус экспериментального. Актуальными проблемами, подлежащими экспериментальной проверке, являлись устройство системы озеленения и нормализации ветрового режима. Авторы проекта предлагали окружать внутриквартальные территории сплошной стеной домов. К домам с улиц пристраивать учреждения сферы обслуживания, учебные заведения, размещать в защищенных от ветра дворах.

## Учреждения образования
СШ № 29, СШ № 49, СШ № 54, гимназия № 14, школа-интернат № 5, библиотека имени Мележа, школа искусств № 2 г. Гомеля.